# Ny-Ålesund By- og Gruvemuseum
Ny-Ålesund By- og Gruvemuseum är ett lokalhistoriskt museum i Ny-Ålesund i Svalbard. Museet, som är inrymt i en tidigare butiksbyggnad från 1917, öppnades 1989.
Utställningarna behandlar Roald Amundsens polarfärder på 1920-talet, vardagslivet i byn fram till nedläggningen av gruvdriften, en tandläkar-/läkarmottagning och en rekonstruktion av en gruvort. Museet omfattar också en inredd gruvarbetarbostad från början av 1960-talet. Det besöks av upp till 30.000 personer per år. 
Byggnaden är kulturminne. Kings Bay AS har ansvar för förvaltningen av alla byggnader och anläggningar i Ny-Ålesund, inklusive ansvaret för By- og gruvemuseet.

## Bildgalleri

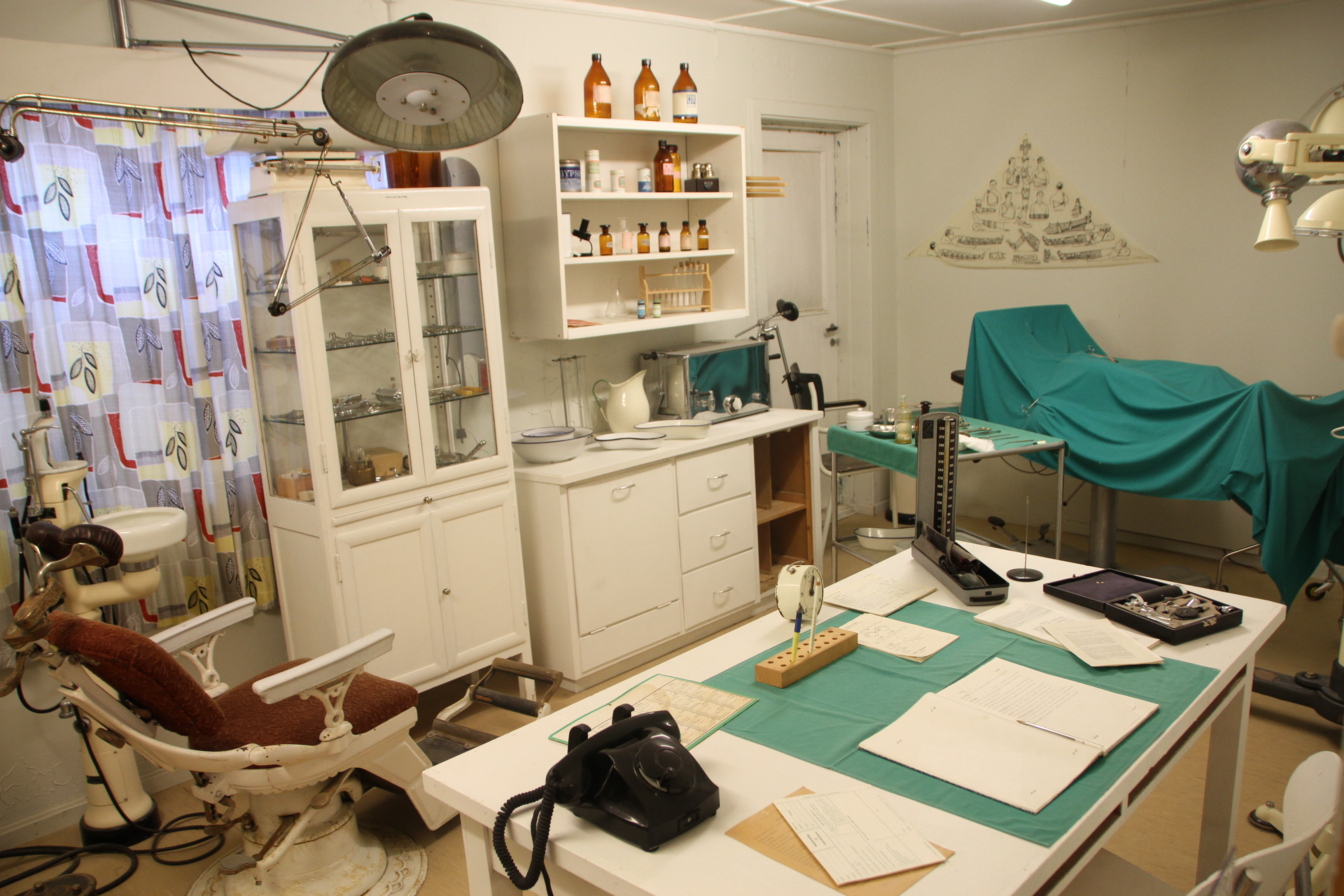
Från tidigare sjukhuset, 2012
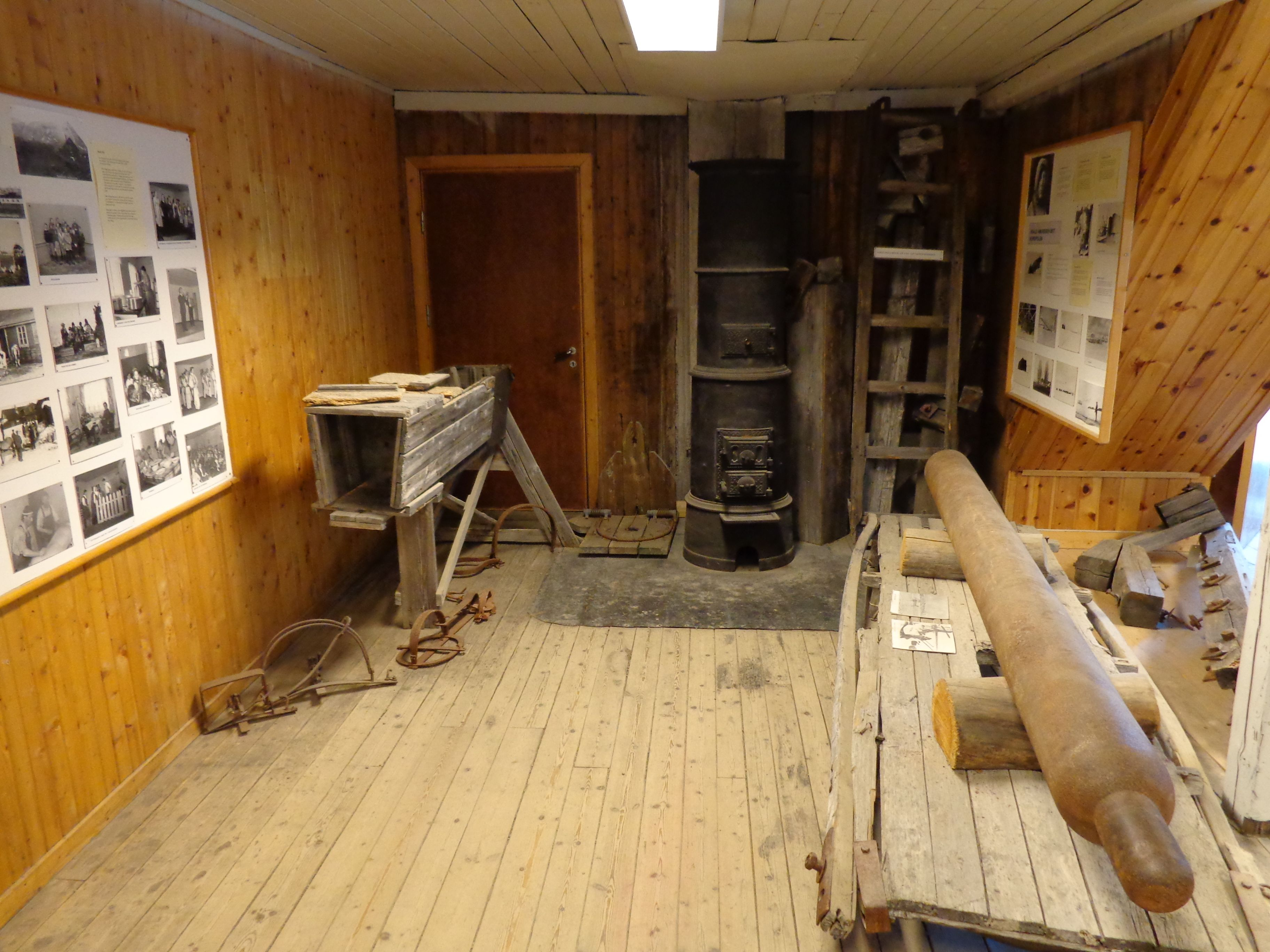
Interiör, 2012